# Chiesa di Santa Maria della Natività (Bessude)
La chiesa di Santa Maria della Natività, nota anche come Santa Maria de Runaghes o de Kabidanni, è una chiesa campestre situata in territorio di Bessude, centro abitato della Sardegna nord-occidentale. Consacrata al culto cattolico e fa parte della parrocchia di San Martino, arcidiocesi di Sassari.
La chiesa, risalente al XV-XVI secolo, presenta un'aula unica con presbiterio con volta a botte.